# Black Russian

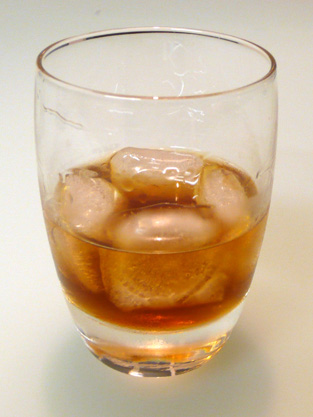
een Black Russian

De Black Russian is een shortdrinkcocktail. Deze ontstond in de jaren veertig als donkere drank verwijzend naar de Koude Oorlog.
Het drankje bestaat uit een combinatie van koffielikeur en wodka. Wellicht werd deze als eerste in 1946 geschonken in Hotel Metropole in Brussel ter ere van de Amerikaanse ambassadeur van Luxemburg.

## Variaties
- Tall Black Russian wordt geserveerd in een longdrinkglas en aangevuld met cola.
- White Russian wordt met ongeveer hetzelfde recept gemaakt alleen wordt er melk of slagroom toegevoegd. Hierdoor kleurt de drank wit.

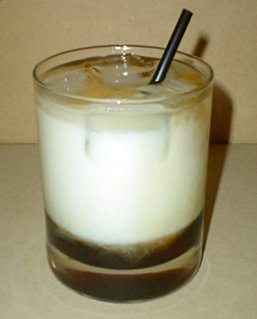
een White Russian